# Soldier (Band)
Soldier ist eine englische Hard-Rock- und New-Wave-of-British-Heavy-Metal-Band.

## Geschichte
Die Gruppe wurde 1979 in Northampton gegründet und veröffentlichte Anfang der 1980er Jahre ein Demo und zwei Singles. Bis zur nächsten Veröffentlichung – der Single Infantrycide im Jahr 2002 – verstrichen 20 Jahre. Kurz darauf folgten 2004 die 7"-Single Murderous Night und die Kompilation Heavy Metal Force. Über das deutsche Musiklabel High Roller Records erschien 2014 das Album Dogs of War.

## Stil
Im Rahmen eines Reviews von Defiant bezeichnete Rock-Hard-Redakteur Matthias Mader die Band als „NWOBHM-Legende“. Auch Holger Andrae von Powermetal.de ordnete die Band dem NWOBHM zu.

## Diskografie
- 1982: Live Forces (Demo, Eigenveröffentlichung)
- 1982: Sheralee / Force (Single, Heavy Metal Records)
- 1982: Munsters of Rock (Split-Singles mit The Handsome Beasts und Shiva, Heavy Metal Records)
- 2002: Infantrycide (Single, Hellion Records)
- 2004: Murderous Night (7"-Single, Killer Metal Records)
- 2004: Heavy Metal Force (Kompilation, Hellion Records)
- 2005: Sins of the Warrior (Album, Heavy Metal Records)
- 2013: Forever (Single, Eigenveröffentlichung)
- 2014: Dogs of War (Album, High Roller Records)
- 2014: Recorded Live @ The Heathery, Wishaw in Scotland 1983 (Live-Album, Starhaven Records)
- 2014: Chronicles Cover (Kompilation, Starhaven Records)
- 2015: Defiant (Album, Starhaven Records)
- 2019: Storm Rider (Mini-Album, Eigenveröffentlichung)
- 2021: Live Force 2 (Album, Starhaven Records)